# Arnon Grunberg
Arnon Yasha Yves Grunberg (* 22. února 1971, Amsterdam) je nizozemský spisovatel, esejista a sloupkař. Pracuje také jako novinář. Některé své práce napsal pod synonymem Marek van der Jagt. Žije v New Yorku.

## Život a vzdělání
Grunberg se narodil jako Arnon Yasha Yves Grünberg 22. února 1971 v nizozemském Amsterdamu. Vyrůstal v rodině židovských přistěhovalců, původem z Německa.  Jeho matka byla přeživší z koncentračního tábora Osvětim.   Do patnácti let chodil pravidelně do synagogy a dodržoval židovské tradice. Chodil do náboženské školy.  Ze střední školy byl v sedmnácti letech byl vyloučen.  Ve dvaadvaceti se přestěhoval do New Yorku a už zde zůstal.

## Kariéra
Od roku 1990 do roku 1993 měl Grunberg vlastní nakladatelství Kasimir, které bylo finančně neúspěšné.  
Ve třiadvaceti letech Grunberg debutoval románem Modré pondělky (Blauwe maandagen). Román byl přeložen do 13 jazyků a v Evropě se stal bestsellerem. Autor byl za debut oceněn nizozemskou literární cenou Anton Wachter Prize.  Stejnou cenu dostal ještě jednou za knihu Příběh mé plešatosti (De geschiedenis van mijn kaalheid), kterou publikoval pod pseudonymem Marek van der Jagt. Stal se prvním autorem, který stejnou cenu získal dvakrát.
Arnon Grunberg je jedním z nejrafinovanějších provokatérů světové literatury. Jeho práce byla přeložena do 30 jazyků. Získal mnohá literární ocenění.

Jeho román Tirza (2006) byl zfilmován a získal několik nizozemských filmových cen. Film byl navržen na prestižní filmovou cenu Oscar za nejlepší cizojazyčný film, nedostal se však do finálního výběru. 

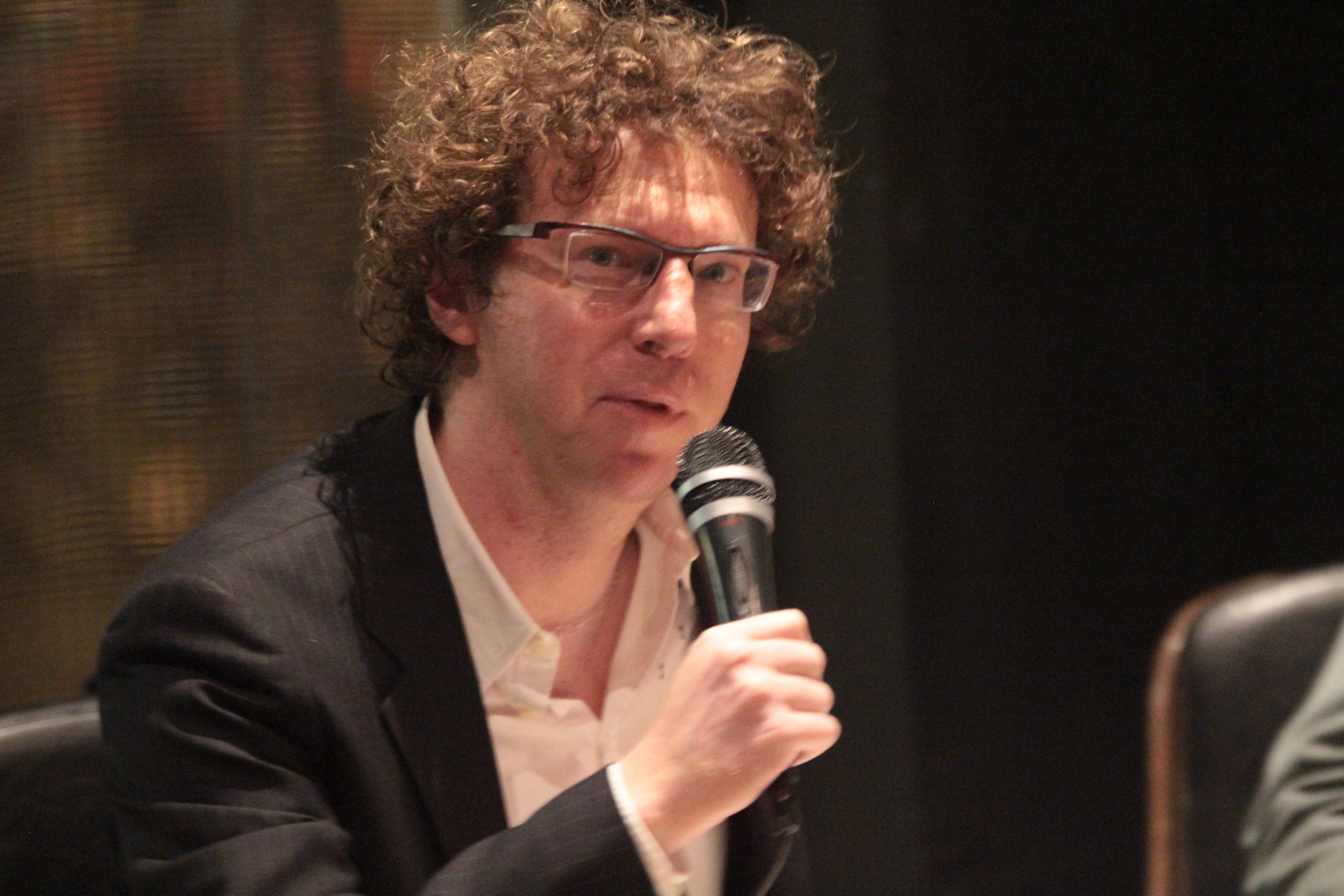
Arnon Grunberg v roce 2015

## Ocenění
- 1994 Cena Antona Wachtera za Modré pondělky [9]
- 1996 Gouden Ezelsoor pro Modré pondělky [12]
- 2000 Cena Antona Wachtera za Příběh mé plešatosti (De geschiedenis van mijn kaalheid) pod pseudonymem Marek van der Jagt [13]
- 2000: Cena literatury AKO za Fantomovou bolest [12]
- 2004: Cena literatury AKO za Azylanta [12]
- 2004: Cena Ferdinanda Bordewijka za Azylanta
- 2007: Cena Zlatá sova za Tirzu [14]
- 2007: Cena Libris za Tirzu [14]
- 2009: Cena Constantijna Huygensa za celé jeho dílo [15]

## Vybraná bibliografie
- 1994: Modré pondělky (Blauwe maandagen) – v českém překladu vyšlo v roce 1999
- 1997: Statisté (Figuranten) – v českém překladu vyšlo v roce 2000
- 2000: Fantomová bolest (Fantoompijn) – v českém překladu vyšlo v roce 2006
- 2002: Gstaad – v českém překladu vyšlo v roce 2015
- 2006: Tirza (Tirza) – v českém překladu vyšlo v roce 2009
- 2016: Mateřská znaménka (Moedervlekken) – v českém překladu vyšlo v roce 2017
- 1998: Het 14e kippetje – scénář k nizozemskému filmu

### Ukázky děl
- Arnon Grunberg: Tirza - ukázka na webu Festivalu spisovatelů Praha
- Arnon Grunberg: Štípačky - ukázka na webu Festivalu spisovatelů Praha
- Marek van der Jagt: Bavorská boule - ukázka na webu Festivalu spisovatelů Praha
- Arnon Grunberg: Paxodol - ukázka z díla na webu Festivalu spisovatelů Praha